# Франкел (кон)
Франкел (роден на 11 февруари 2008 г.) е британски чистокръвен състезателен кон.
Остава непобеден в своите 14 състезания и е най-високо оцененият кон в света от май 2011 г. От 1900 г. само 1 британски състезателен кон печели повече състезания и завършва кариерата си без загуба. Кариерните приходи на Франкел са £ 2 998 302, а след оттеглянето му е поставена такса за разплод от £ 125 000. На 16 юни 2014 г. първото жребче на Франкел е продадено на аукцион за £ 1,15 млн.